# 直播港澳台
《直播港澳台》（英語：Greater China Live），是深圳广电集团深圳卫视製作的新聞節目，内容涉及国际时事、军事、娱乐、文化、生活、财经资讯，播出内容不限于港澳台的新闻，每晚22：30至23：30於深圳卫视首播。本節目于2006年5月1日正式开播。
《直播港澳台》从不同的角度报道时事新闻，并邀请各地评论员对时事热点进行评论。同时也选择不同的节目题材进行报道，具有吸引力，因而在中国大陆拥有较高的收视率。2009年，《直播港澳台》被中国大陆《综艺》雜誌评为12大年度节目之一。

## 播出时间
本节目在深圳卫视播出，并于CUTV深圳台 （页面存档备份，存于）、爱奇艺、华数TV上提供在线节目回看。
- 直播：每晚22:30至23:30
- 重播：次日凌晨2:25；早晨6:35

## 历史
2006年5月1日，《直播港澳台》在深圳卫视开播，取代原《晚间报道》（后《晚间报道》一度于2021年1月11日复播并于深圳卫视每晚22:20首播，现已于2024年6月27日停播，原时段由国际传播中心直新闻团队《直财经》取代）。开播时节目时长仅有15分钟，在21:45—22:00播出。开播初期节目内容侧重于港澳台三地。
2007年1月1日，节目扩版至20分钟，并改为每晚22:00播出。
2008年5月19日，节目再度扩版到30分钟。
2009年5月28日，《直播港澳台》大幅度改版，时长增加至70分钟，并提前至晚间20:00黄金时段播出。由于中国各地卫星电视频道大多在晚间黄金时段播出电视剧、综艺节目，该做法引起业界关注。同年，《直播港澳台》被《综艺》杂志评为12大年度节目之一。
2014年11月，由于深圳卫视改版，引致节目调动，《直播港澳台》改于每晚22:30至23:30播出。

## 报道方式
每集《直播港澳台》加上廣告全长60分钟，且几乎不延长时间。每集会选择三至四个时事热点作为主题（内容涉及政治、军事、财经、社会、娱乐、文化），并按照新闻的重要性排序及安排版面。节目播出期间屏幕下方会以字幕跑马灯的方式显示新闻快讯、世界各大城市天气概况。
在报道各个主题时，先对该主题进行概述，期间会播出与该主题相关的资料片段、动画模拟片段。之后将该主题拆成多个方面加以详细报道，其中会插入预采访片段、电话采访录音，或是连线各地评论员针对各主题加以评论，涉及科技方面的内容也会采用3D虚拟演播室技术。
由于深圳卫视在各地设有记者站，每當重要事件发生时，《直播港澳台》栏目组会迅速向现场派遣采访队，除进行新闻素材采集外，也会邀请专业人士进行评论。除此之外，《直播港澳台》也和新浪網、搜狐網、香港無線電視及文匯報、香港商報、台灣TVBS、澳門澳廣視等媒体合作，共同分享节目资源。

## 主播
- 现任主播：张美曦、王浏芳、臧雅菲、童頔、程茜
- 已卸任主播：韩松（现为《深视新闻》主播）、章艳（现为中国中央电视台财经频道《经济信息联播》主持人）、张倩（现为深圳广电集团财经生活频道《经济生活报道》主播）